# أندرو كوبلاند
أندرو كوبلاند (بالإنجليزية: Andrew Copeland)‏ هو عازف قيثارة أمريكي، ولد في 21 مارس 1968 في غينزفيل في الولايات المتحدة.

## وصلات خارجية
- أندرو كوبلاند على موقع ميوزك برينز (الإنجليزية)
- أندرو كوبلاند على موقع ديسكوغز (الإنجليزية)